# Lorentz Creutz
il barone Lorentz Creutz (Dorpat, 1615 – Mar Baltico, 11 giugno 1676) è stato un ammiraglio e governatore svedese che rimase ucciso nell'esplosione del proprio vascello, il Kronan (citato nella storiografia italiana anche come il Tre Corone), saltato in aria nella battaglia di Öland, durante la guerra di Scania.